# Walter Laas

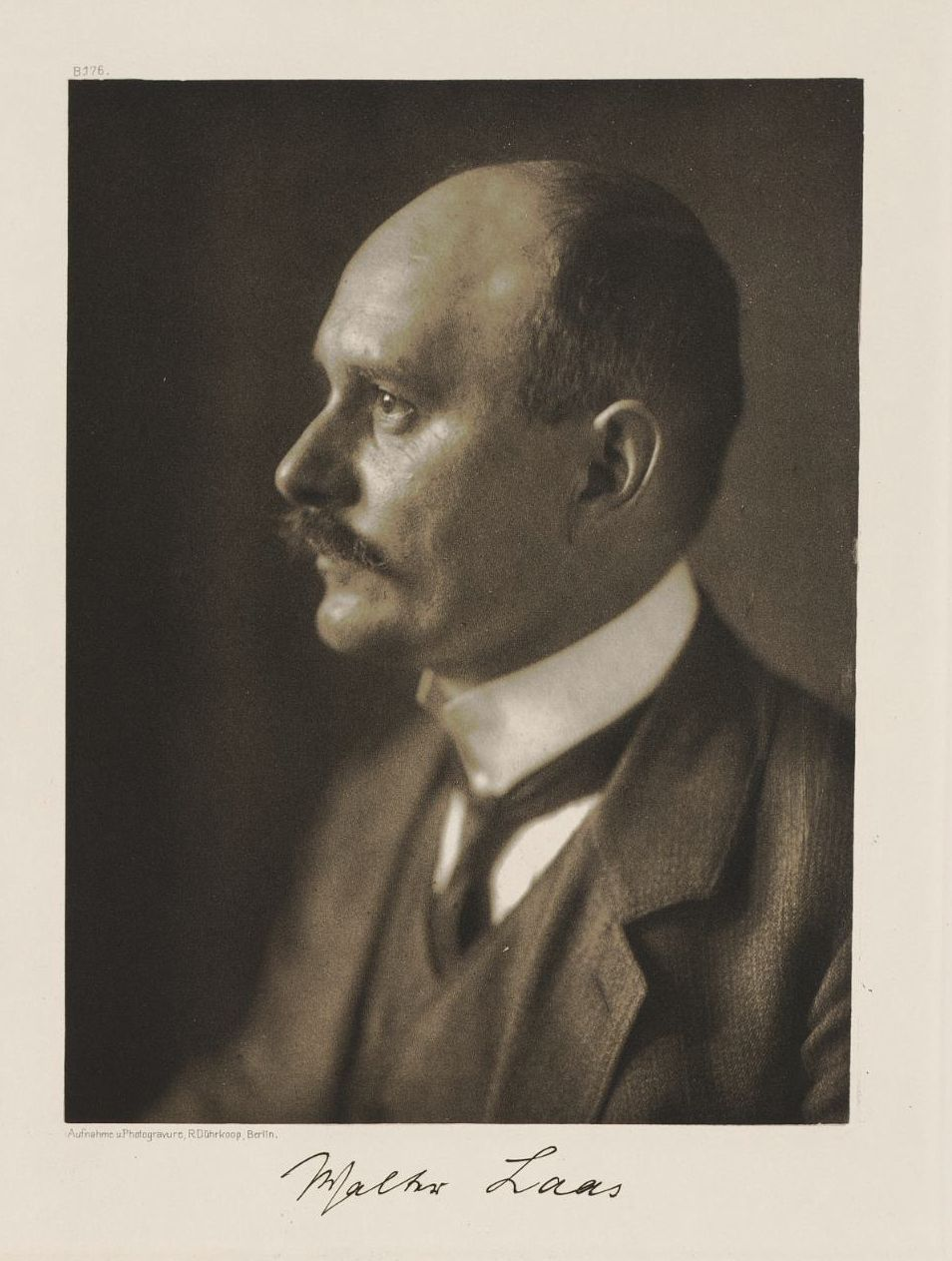
Walter Laas, 1907, Foto von Rudolf Dührkoop

Walter Laas (* 7. Februar 1870 in Berlin; † 16. Oktober 1951 in Biesenthal) war ein deutscher Ingenieur und Gründungsmitglied der Schiffbautechnischen Gesellschaft.

## Leben
Laas wurde als Sohn des Pädagogen und Philosophen Ernst Laas und seiner Frau Martha, geb. Vogeler, geboren. In Straßburg besuchte er das Lyzeum. Nachdem er an der TH Berlin Schiffbau studiert hatte, war er bei mehreren Werften u. a. Jos.L. Meyer, Papenburg, Joh. Tecklenborg AG, Geestemünde beschäftigt. Ab 1904 arbeitete Walter Laas als Professor für Praktischen Schiffbau an der TH Berlin. Nach dem Ersten Weltkrieg war er am Wiederaufbau der deutschen Flotte beteiligt. Von 1923 bis 1925 war er Rektor an der TH Berlin. Da Laas 1926 in den Vorstand der Germanischen Lloyd, dessen Vorsitz er 1928–1931 innehatte, eintrat, legte er seine Professur an der TH Berlin nieder. Im Auftrag der Regierung der Weimarer Republik nahm er 1929 an der Schiffssicherheitskonferenz sowie ein Jahr später an der Freibordkonferenz in London teil.
Nach dem Tod von Carl Busley wurde er 1928 Vorsitzender der Schiffbautechnischen Gesellschaft (STG), dieses Amt hatte er bis 1931 inne. Er gründete nach seiner Pensionierung 1935 den heute noch bestehenden STG-Fachausschuss „Geschichte des deutschen Schiffbaus“, dessen Vorsitz er bis zu seinem Tod 1951 innehatte. Diese Tätigkeit wurde unterbrochen, da er im Zweiten Weltkrieg seine Erfahrungen der Kriegsmarine zur Verfügung stellte. Nach dem Kriegsende beteiligte er sich intensiv am Wiederaufbau der STG und 1950 wurde er Ehrenmitglied der STG.
Laas war verheiratet mit Hilde, geb. Laas, das Ehepaar hatte eine Tochter Ingeborg (* 1920).

## Werke (Auswahl)
- Entwurf eines Heringsloggers mit Hilfsmaschine. In: Abhandlungen des Deutschen Seefischerei-Vereins, Jg. 1 (1897), S. 5–24.
- Die großen Segelschiffe: Ihre Entwickelung und Zukunft. Springer, Berlin 1908 (Google Books).
- Die Nettovermessung der Segelschiffe. Hermann, Berlin 1908.
- Die Segelschiffahrt der Neuzeit. In: Meereskunde, Jg. 3 (1909), Heft 3.
- U.S. Amerikas Schiffbau in Frieden und Krieg. In: Meereskunde, Jg. 12 (1918), Heft 6 (Digitalisat).
- Der deutsche Schiffbau um das Jahr 1800. Schiffbautechnische Gesellschaft, Berlin 1938.